# 五辻諸仲
五辻 諸仲（いつつじ もろなか）は、戦国時代の公家。従四位上・五辻富仲の子。官位は従三位・治部卿。

## 経歴
六位蔵人兼左近衛将監や中務大丞を経て、大永3年（1523年）従五位下に叙爵し、阿波守次いで左兵衛佐に叙任される。大永6年（1526年）正五位下・左衛門佐と武官を務めながら昇進し、大永8年（1528年）従四位下に叙せられる。その後も、享禄3年（1530年）従四位上に叙せられると、天文3年（1534年）正四位下・治部卿に叙任され、従四位上に留まった父・富仲の位階を越える。
天文7年（1538年）には従三位に叙せられ、五辻家として初めて公卿に昇った。天文9年（1540年）10月28日卒去。享年54。最終官位は散位従三位。法名は宗真。

## 官歴
『諸家伝』による。
- 時期不詳：六位蔵人。左近衛将監。禁色。昇殿
- 時期不詳：中務大丞
- 大永3年（1523年） 正月24日：従五位下。還昇。正月26日：阿波守。11月：左兵衛佐
- 大永4年（1524年） 12月12日：従五位上
- 大永6年（1526年） 7月22日：左衛門佐。12月26日：正五位下
- 大永8年（1528年） 2月28日：従四位下
- 享禄3年（1530年） 2月28日：従四位上
- 天文3年（1534年） 正月6日：正四位下。2月12日：左京大夫。4月29日：治部卿
- 天文7年（1538年） 12月27日：丹波権介。12月27日：従三位、去治部卿
- 天文9年（1540年） 10月28日：卒去（散位従三位）

## 系譜
『系図纂要』による。
- 父：五辻富仲
- 母：不詳
- 生母不詳の子女
  - 女子：中山孝親室
  - 女子：甘露寺伊長室
- 養子女
  - 男子：五辻為仲（1530-1585） - 実は滋野井季国の次男